# Луковица
Вижте пояснителната страница за други значения на Луковица.
Луковицата е видоизменено стъбло, подземен орган, който се наблюдава при някои от растенията. Представлява издута част, намираща се в почвата, между същинското стъбло и корена, съставена от слоеве растителни клетки, като най-външните слоеве се преобразуват в защитни люспи. Забелязва се при представителите на сем. Кремови (известни още като Лилиеви), сем. Кокичеви, сем. Лукови и др. Като част от защитната еволюция на растенията, някои луковици са станали отровни за животните.

## Предназначение
Луковицата изпълнява много важна функция, съхранявайки растението през неблагоприятните за него условия. По време на периода на покой надземната част на някои растения (лале, лилиум, хипеаструм и др.) изсъхва. Този период обикновено настъпва, когато условията във средата на вида се влошат (застудяване, затопляне, засушаване и др.). В този момент растението се запазва до ново подобряване на условията като складира хранителни вещества и вода от надземните органи в луковицата си, която започва да едрее. Луковицата играе ключова роля в този момент, запазвайки всичко ценно за бъдещия растеж. С настъпването на зимата растението изпада в период на покой до пролетта, или с други думи – до началото на новия жизнен цикъл. С подобряването на условията, растението „се събужда“ и от луковицата израстват вегетативните органи: стъбло и листа нагоре и корени надолу. Старата луковица загива, връщайки част от ценните минерали в почвата, а на нейно място се образува нова. При растежът на новото растение е възможно от една луковица да израстат две отделни растения, т.нар. безполово размножаване.

## Строеж
Растителни клетки, изграждащи луковиците са богати на левкопласти – клетъчни органели, в които се съхраняват различни хранителни вещества (полизахариди, скорбяла и др.).
Луковиците са съставени от голямо количество образувателна тъкан (меристема), което е свързано с основната ѝ функция – образуване на новото растение.